# Eurodryas sterlineata
Eurodryas sterlineata är en fjärilsart som beskrevs av Turati 1921. Eurodryas sterlineata ingår i släktet Eurodryas och familjen praktfjärilar. Inga underarter finns listade i Catalogue of Life.